# Лук'янівка (Миколаївський район)
Лук'я́нівка — село в Україні, у Нечаянській сільській громаді Миколаївського району Миколаївської області. Населення становить 40 осіб.

## Особистості
В селі народився Ходченко Павло Семенович — український радянський письменник.